# 이란뛰는쥐
이란뛰는쥐 또는 이란저보아(Allactaga firouzi)는 뛰는쥐과 다섯발가락뛰는쥐속에 속하는 설치류의 일종이다. 도약하는 설치류로 특히 알려져 있다. 이란의 작은 개체군만 알려져 있다. 미소 서식 환경에서 서식하는 종으로 서식하기 위해 적합한 특정 조건을 제공하기 위한 특별한 환경이 필요하다.